# Барчич, Эразмо (старший)
Эразмо Барчич (хорв. Erasmo Barčić; 9 июня 1830, Фиуме — 6 апреля 1913, там же) — хорватский адвокат и государственный деятель. Активный сторонник вхождения Фиуме в состав Королевства Хорватия.
Один из последних представителей рода Барчичей.

## Биография
Ещё в возрасте 18 лет выступал против сохранения автономного статуса Фиуме и вхождения города в состав Италии. Единственно верным путём для города по мнению Барчича была его интеграция в Хорватское королевство. Окончив судебную академию в Загребе, он вошёл в число самых уважаемых юристов своего родного города. В 1865 году он был избран депутатом Хорватского сабора от Брибирского района Приморско-Горанской, а в 1884 от Меджимурской жупании. В 1906 году он по праву самого старого депутата сабора был избран его председателем.